# Eberhard Weidensee
Eberhard Weidensee, auch Widensee, Weydensehe oder Wijdensee (* 1486 in Hildesheim; † 13. April 1547 in Goslar) war ein deutscher lutherischer Theologe und Reformator der Stadt Magdeburg.

## Leben
Eberhard Weidensee studierte Theologie an der Universität Leipzig, möglicherweise auch in Paris, und war 1520 Propst des mit einer Schule verbundenen St. Johannisklosters zu Halberstadt. Seine Predigten in der Martinikirche zeigen, dass er unter dem Eindruck von Luthers Schriften stand. Aus diesem Grund wurde er 1523 nach Halle vorgeladen. Durch eine Krankheit verzögerte sich seine Vernehmung um einige Monate, und in der Konsequenz zog er es dann vor, Halberstadt ohne seine Habe fluchtartig zu verlassen. Er fand zunächst Aufnahme im Augustinerkloster in Magdeburg, ging dann nach Wittenberg und kehrte nach Magdeburg zurück, wo er eine Predigerstelle an St. Ulrich erhielt. Ende Juli 1524 wurde er dann Pastor an der Jakobikirche und heiratete im Herbst 1524 in eine Magdeburger Bürgerfamilie ein. Damit hatte er endgültig seinen Bruch mit der katholischen Kirche vollzogen. In Magdeburg wurde er zu einem energischen Kämpfer für die Reformation und gegen die Altgläubigen. Zusammen mit Melchior Miritz und Johannes Fritzhans veröffentlichte er am 9. August 1524 achtzehn Thesen, die ein eigenständiges Bekenntnis der Stadt Magdeburg zur Reformation darstellen. Sie lösten eine anhaltende Kontroverse mit den altgläubigen Geistlichen des Magdeburger Doms aus, die in zahlreichen Veröffentlichungen bis 1526 ihren Niederschlag fanden.
1526 wurde Weidensee von Herzog Christian, dem späteren dänischen König Christian III., nach Hadersleben berufen, wo er gemeinsam mit Johann Wenth zum Reformator des nördlichen Teils des Bistums Schleswig wurde. 1533 wurde er als Nachfolger des verstorbenen Superintendenten Paul von Rhoda nach Goslar berufen und kehrte so in seine Heimat zurück.